# Juan Luis Zambrano

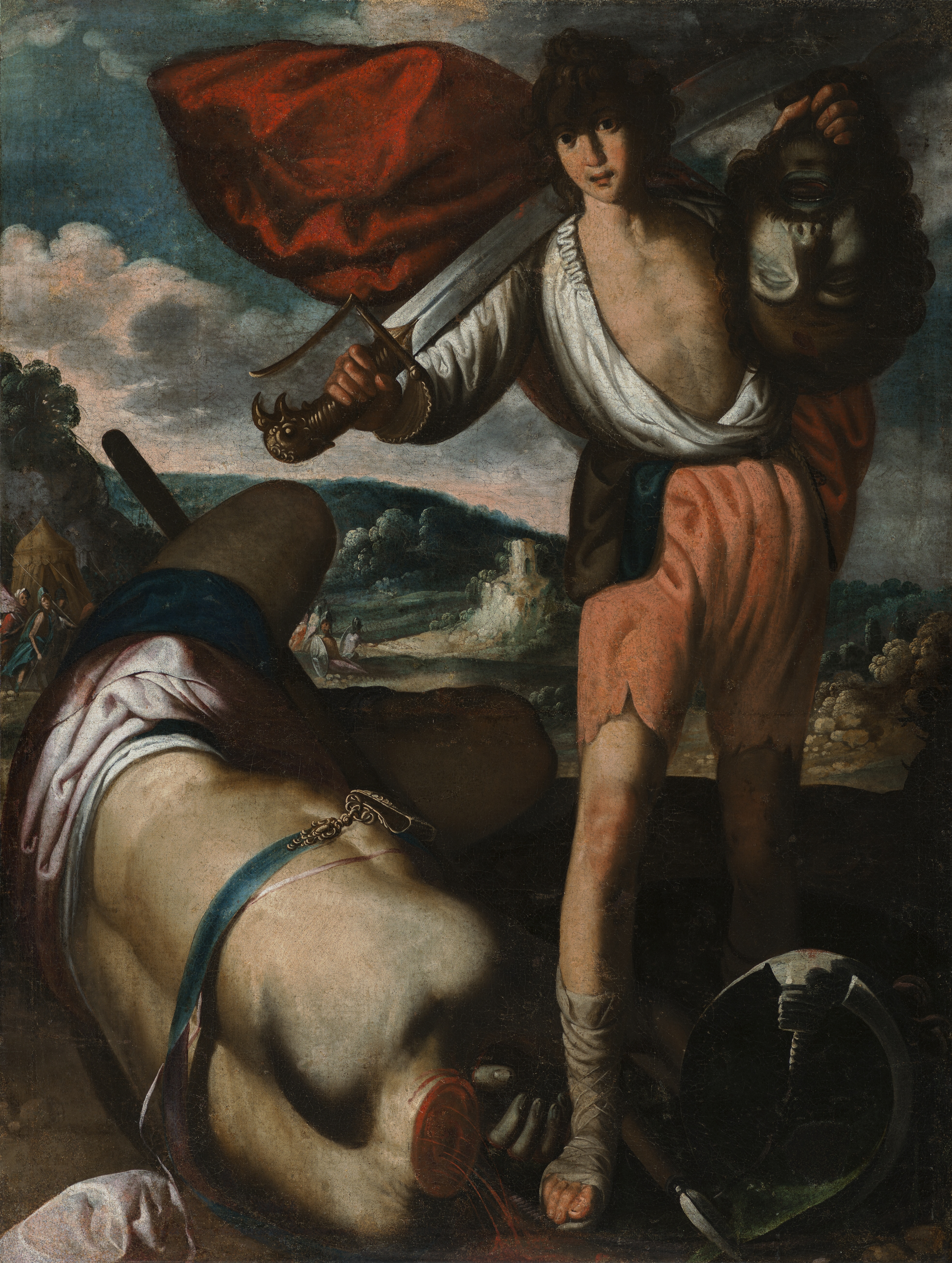
David conduciendo en triunfo la cabeza de Goliat, óleo sobre lienzo, 142 x 135 cm, Museo de Bellas Artes de Córdoba.

Juan Luis Zambrano (1598-c. 1639) fue un pintor barroco español nacido en Córdoba, colaborador de Francisco de Zurbarán en Sevilla. 

## Biografía
La supuesta formación como pintor al lado de Pablo de Céspedes, según se ha venido repitiendo desde que Antonio Palomino lo hiciera su «discípulo más adelantado», debe ser descartada pues Zambrano apenas contaba diez años cuando en 1608 falleció quien se presumía su maestro. Las pocas obras seguras que de él se conservan permiten apreciar a un artista estimable, cuyo estilo se orienta en la dirección tenebrista y expresiva de la pintura sevillana, dentro de la órbita de Juan de Roelas o Francisco de Herrera el Viejo, y enteramente ajena al tardomanierismo representado por Céspedes. 
Consta que en 1634 pasó de Córdoba a Sevilla, al tiempo que Francisco de Zurbarán se encontraba trabajando en los lienzos de la Merced, en cuya ejecución cree Alfonso E. Pérez Sánchez que pudo haber colaborado Zambrano. Había fallecido ya en 1639, cuando su viuda reclamaba el pago de una obra que su marido había dejado sin cobrar.
Entre las escasas obras de atribución no discutida se encuentran El Martirio de San Esteban conservado en la catedral de Córdoba, citado elogiosamente por Palomino, en el que Angulo Íñiguez señaló la influencia de Roelas en lo compositivo y en el gusto por los tipos naturalistas de los personajes que rodean al santo, el David conduciendo en triunfo la cabeza de Goliat, del Museo de Bellas Artes de Córdoba, procedente del convento de San Pedro el Real, y La Anunciación, procedente del convento de Santa María de Gracia, actualmente en el convento de la Purísima Concepción de Jaén, cuyo último pago cobró su viuda en 1639.
También se le atribuyen San Cristóbal y el Ángel de la Guarda en la catedral cordobesa, que quizá sean los lienzos mencionados por Palomino en el Colegio de Santa Catalina de la Compañía de Jesús, y las pinturas de las Santas Flora y María, San Esteban y San Acisclo, conservadas en la iglesia de San Agustín de Córdoba, donde Palomino dice que pintó en los lunetos del coro a Flora y María, mártires cordobesas, hechas, añade, gallardamente, «por cuya causa, dicen, se descompuso con Cristóbal Vela, autor de aquella obra, y no prosiguió en ella». Además Palomino le atribuye un Martirio de San Acisclo y Victoria en el convento de los Mártires, y Ceán Bermúdez menciona en Sevilla un cuadro del Antiguo Testamento de asunto no especificado en la iglesia de San Bartolomé y tres cuadros grandes de la vida de San Basilio en las escaleras de su monasterio, uno de los cuales estaba firmado, haciendo constar en la firma el origen cordobés. 